# Саут-Кройдон (станція)
51°21′46″ пн. ш. 0°05′37″ зх. д. / 51.3629° пн. ш. 0.0937° зх. д.
Саут-Кройдон (англ. South Croydon) — залізнична станція National Rail операторів Thameslink та Southern у Кройдоні, Великий Лондон, Англія, розташована у 5 тарифній зоні за 18,1 км від Лондон-брідж. В 2018 році пасажирообіг станції склав 1.169 млн осіб
- 1 вересня 1865: відкриття станції.

## Платформи
Саут-Кройдон має п'ять платформ, сполучених підземним переходом.
Платформи 1 і 2 інколи використовуються потягами Southern з Лондон-Вікторія до Брайтона, служби Thameslink і Gatwick Express, проте ці потяги не зупиняються.
Платформа 3 використовується для потягів до станцій Лондон-брідж та Лондон-Вікторія.
Платформа 4 використовується службами, що не зупиняються та прямують на південь, за винятком деяких служб у час пік в обох напрямках.
Платформа 5 використовується потягами до Катергема та інших напрямків.

## Пересадка
- Автобуси: 455

## Послуги
| Попередня станція | Лінія      | Лінія                          | Лінія | Наступна станція |
| ----------------- | ---------- | ------------------------------ | ----- | ---------------- |
| Іст-Кройдон       |            | Брайтонська залізниця Southern |       | Перлі-оукс       |
| Іст-Кройдон       |            | Oxted Line Southern            |       | Сандерстед       |
| Іст-Кройдон       | Thameslink |                                |       | Сандерстед       |